# Zagozdnica
Zagozdnica (latinsko os sphenoidale) je centralno ležeča kost možganskega dela lobanje in je zagozdena med druge lobanjske kosti. Sestavlja predvsem del lobanjskega dna, delno pa sega tudi v lobanjski svod. Ker omejuje tudi stranske stene očesne votline in gradi svod nosne votline, jo pripisujemo tudi obraznemu delu lobanje.
Centralno ima telo (corpus), iz katerega izhajajo trije pari odrastkov: par malih kril (alae minores), par velikih kril (alae majores) ter par nožic (processus pterygoideus). Telo zagozdnice gleda z zgornjo stranjo v notranjost lobanjske votline, s spodnjo pa v nosni del žrela. V telesu je votlina (sinus sphenoidalis). Zgornji del telesa je podoben turškemu sedlu (sella turcica). Najgloblje mesto turškega sedla je hipofizna kotanja (fossa hypophysialis) v kateri leži hipofiza. Sprednja stena sedla prehaja v prečni žleb, v katerem se križata vidna živca v tako imenovani optični kiazmi (chiasma opticum). Zadnja stena je slonilo (dorsum sellae), ki se zadaj strmo spusti navzdol in prehaja v pobočje (clivus) zatilnice. Iz telesa izhajata zgoraj mali krili. Na bazi malih kril je krilo ala major in ala minor zagozdnice, skalnica (pars petrosa) senčnice ter čvrš (pars basilaris) in stranski del (pars lateralis) zatilnice.